# Faaborg-Midtfyn
Faaborg-Midtfyn ou Fåborg-Midtfyn est une commune du Danemark de la région du Danemark-du-Sud.
Faaborg-Midtfyn regroupe les cinq communes de Broby, Fåborg, Ringe, Ryslinge et Årslev. Elle comptait  51 809 habitants (en 2019) pour une superficie de 637 km2.

## Zones urbaines
Les dix plus grandes zones urbaines de la commune sont :
| #  | Localité       | Population |
| -- | -------------- | ---------- |
| 1  | Fåborg         | 7 178      |
| 2  | Ringe          | 5 547      |
| 3  | Årslev         | 3 638      |
| 4  | Nørre Lyndelse | 1 945      |
| 5  | Ryslinge       | 1 801      |
| 6  | Kværndrup      | 1 628      |
| 7  | Nørre Broby    | 1 480      |
| 8  | Gislev         | 1 337      |
| 9  | Vejle          | 1 120      |
| 10 | Korinth        | 1 102      |